# Comté de Saline (Arkansas)
Pour les articles homonymes, voir Comté de Saline.
Le comté de Saline est un comté de l'État de l'Arkansas aux États-Unis. Son siège est Benton. C'est un dry county.

## Histoire
Le comté a été créé le 2 novembre 1835, il est nommé d'après les sources salées qui s'y trouvent.

## Démographie
Au recensement de 2000, la population était de 83 529 habitants dont 31 778 ménages et 24 500 familles résidentes. La répartition ethnique était de 95,27 % d'Euro-Américains et 4,73 % d'autres races. Le revenu moyen était de 19 214 dollars avec 7,2 % vivant sous le seuil de pauvreté.
| 1840  | 1850  | 1860  | 1870  | 1880  | 1890   |
| ----- | ----- | ----- | ----- | ----- | ------ |
| 2 061 | 3 903 | 6 640 | 3 911 | 8 953 | 11 311 |

| 1900   | 1910   | 1920   | 1930   | 1940   | 1950   |
| ------ | ------ | ------ | ------ | ------ | ------ |
| 13 122 | 16 657 | 16 781 | 15 660 | 19 163 | 23 816 |

| 1960   | 1970   | 1980   | 1990   | 2000   | 2010    |
| ------ | ------ | ------ | ------ | ------ | ------- |
| 28 956 | 36 107 | 53 161 | 64 183 | 83 529 | 107 118 |

### Villes
- Alexander
- Bauxite
- Benton
- Bryant
- Haskell
- Shannon Hills
- Traskwood

### Census-designated places
- Avilla
- East End
- Hot Springs Village
- Salem